# Wilhelm Gliese
Wilhelm Gliese   (Złotoryja, 21 de juny de 1915 - Heidelberg, 12 de juny de 1993) va ser un astrònom alemany. Se'l coneix pel seu Catàleg Gliese dels Estels Propers, i molts estels es coneixen pel nom del catàleg, com el Gliese 581 i Gliese 710.

## Biografia
Gliese va néixer a Goldberg, ara en la Silesia polonesa, fill del jutge Wilhelm Gliese. Va treballar en el Astronomisches Rechen-Institut, primer a Berlín i després a Heidelberg. Quan era estudiant, l'astrònom holandès Peter van de Kamp el va encoratjar a estudiar els estels propers, cosa que va fer la resta de la seva vida.
La seva recerca astronòmica es va veure interrompuda durant la Segona Guerra Mundial quan va ser reclutat en la Wehrmacht alemanya en 1942 i enviat al front Oriental. En 1945, els soviètics el van fer presoner i no el van deixar en llibertat fins a 1949. Finalment va reprendre la seva recerca a l'Institut, que l'exèrcit dels Estats Units havia traslladat a Heidelberg després de la guerra. Encara que es va retirar nominalment en 1980, va continuar la seva recerca en l'Institut fins a la seva mort en 1993.

## Catàleg Gliese
És més conegut pel seu Catàleg d'estels propers, publicat originalment en 1957 i novament en 1969. Alguns estels es coneixen principalment pel nombre de catàleg que els va donar, com Gliese 581 i Gliese 710. Els estels del catàleg de Gliese són objectius freqüents d'estudi a causa de la seva proximitat a la Terra, com ho suggereix el seu alt moviment propi. Gliese va publicar dues versions preliminars a aquest catàleg en 1979 i 1991 en col·laboració amb Hartmut Jahreiß.

## Reconeixements
- Molts dels estels propers al sistema solar són comunament coneguts pel seu nombre de Catàleg Gliese.

- L'asteroide (1823) Gliese, descobert per l'astrònom Karl Reinmuth en 1951 va ser anomenat en el seu honor.